# Destroyer (filme de 2018)
Destroyer (bra: O Peso do Passado) é um filme policial de drama dirigido por Karyn Kusama e escrito por Phil Hay e Matt Manfredi. O filme é estrelado por Nicole Kidman, Toby Kebbell, Tatiana Maslany, Bradley Whitford, Sebastian Stan e Scoot McNairy.
A estreia do filme ocorreu no Festival de Cinema de Telluride, em 31 de agosto de 2018. Seu lançamento oficial está agendado para 25 de dezembro de 2018, por intermédio da Annapurna Pictures. Como reconhecimento, foi galardoado com uma indicação para os Prémios Globo de Ouro de 2019 na categoria de Melhor Atriz em Filme Dramático (Nicole Kidman).

## Sinopse
Erin Bell, detetive do Los Angeles Police Department, foi colocada disfarçada com uma gangue no deserto da Califórnia. Quando o líder dessa gangue reaparece anos depois, ela é obrigada a trabalhar o caminho de volta através dos membros que restaram em sua própria história para finalmente contar com os demônios que destruíram seu passado.[carece de fontes?]

## Elenco
- Nicole Kidman como Erin Bell
- Sebastian Stan como Chris
- Toby Kebbell como Silas
- Tatiana Maslany como Petra
- Bradley Whitford como DiFranco
- Jade Pettyjohn como Shelby Bell
- Scoot McNairy como Ethan
- Toby Huss como Gil Lawson
- Zach Villa como Arturo
- James Jordan como Toby
- Beau Knapp como Jay
- Shamier Anderson como Antonio

## Produção e lançamento
Em agosto de 2017, Nicole Kidman entrou para o elenco do filme dirigido por Karyn Kusama; o elenco geral foi, portanto, confirmado em outubro do mesmo ano. Em novembro, Tatiana Maslany, Sebastian Stan, Bradley Whitford, Toby Kebbell e Scoot McNairy foram adicionados ao elenco. As filmagens foram iniciadas em Los Angeles, no mês de dezembro, com o resto do elenco que incluía Beau Knapp, Jade Pettyjohn, Toby Huss, Zach Villa e James Jordan. A empresa Annapurna Pictures distribuiu o filme pelos Estados Unidos.
A estreia mundial de Destroyer ocorreu no Festival de Cinema de Telluride, em 31 de agosto de 2018. Além disso, foi exibido no Festival Internacional de Cinema de Toronto de 2018, no painel Platform. Em 13 de novembro de 2018, foi exibido na AFI Fest. Seu lançamento oficial, portanto, está agendado para 25 de dezembro de 2018.

## Recepção
No Metacritic, o filme conta com uma nota de 64 de 100 pontos, baseada em 14 críticas que indicam aprovação mediana. No agregador de avaliações Rotten Tomatoes, o filme tem aprovação de 81%, com uma avaliação média de 7,2/10. Segundo o consenso do portal, "a narrativa de Destroyer é tão intransigente quanto a protagonização de Nicole Kidman – o que adiciona camada extras a um filme desafiador e causador de impacto prolongado."
Kate Taylor, do jornal The Globe and Mail, escreveu: "A diretora Karyn Kusama transmuta com destreza entre o presente e o passado, desenrolando satisfatoriamente uma história de contos de fadas escrita por Phil Hay e Matt Manfredi, que conseguem fazer com que ambos os enredos se encaixem." Eric Kohn, do site IndieWire, escreveu: "O filme leva seu tempo para promover uma justificativa satisfatória, ocasionalmente sofrendo de um ritmo lento e atmosfera sonolenta que diminui, de forma subjacente, o mistério em torno da missão de Erin. No entanto, Kidman consegue imbuir o material de forma contínua." Numa avaliação mediana para o The Hollywood Reporter, Todd McCarthy escreveu: "Por mais ambicioso e, às vezes, inquietante que seja, o filme, depois de passar do limite muitas vezes, acaba sendo afetado em suas aspirações de fazer uma declaração profunda sobre auto-humilhação e sacrifício."